# Jacob Clear
Jacob Clear (18 gennaio 1985) è un canoista australiano.
Ha vinto la medaglia d'oro olimpica nel kayak alle Olimpiadi 2012 svoltesi a Londra nella categoria K4 1000 metri maschile.
Inoltre, nella stessa categoria, ha conquistato la medaglia d'argento ai campionati mondiali di canoa/kayak 2011 e quella di bronzo ai campionati mondiali di canoa/kayak 2013.
Ha partecipato anche alle Olimpiadi 2008 di Pechino gareggiando nella categoria K2 500 metri maschile.